# Stronger Than Me
„Stronger Than Me” este primul disc single al cântăreței britanice Amy Winehouse, extras de pe Frank și promovat începând cu octombrie 2003 sub egida casei de discuri Island Records.

## Clasamente
| Clasamente (2003)               | Cea mai înaltă poziție |
| ------------------------------- | ---------------------- |
| Regatul Unit - UK Singles Chart | 71                     |
| Clasamente (2004)               | Cea mai înaltă poziție |
| Țările de Jos - Top 100         | 78                     |
| Clasamente (2008)               | Cea mai înaltă poziție |
| Italia                          | 34                     |